# Communauté de communes Saône, Seille, Sâne
La Communauté de communes Saône, Seille, Sâne est une ancienne structure intercommunale française située dans le département de Saône-et-Loire et la région Bourgogne-Franche-Comté.

## Composition
| Nom                     | Code Insee | Gentilé        | Superficie (km2) | Population (dernière pop. légale) | Densité (hab./km2) |
| ----------------------- | ---------- | -------------- | ---------------- | --------------------------------- | ------------------ |
| Cuisery (siège)         | 71158      | Cuiserotains   | 11,29            | 1 594 (2014)                      | 141                |
| L'Abergement-de-Cuisery | 71001      | Abergementais  | 7,96             | 757 (2014)                        | 95                 |
| Bantanges               | 71018      | Bantangeois    | 10,73            | 557 (2014)                        | 52                 |
| Brienne                 | 71061      | Brenauds       | 5,65             | 476 (2014)                        | 84                 |
| La Chapelle-Thècle      | 71097      |                | 16,48            | 449 (2014)                        | 27                 |
| La Frette               | 71206      | Frettards      | 11,22            | 247 (2014)                        | 22                 |
| La Genête               | 71213      | Genêtods       | 11,57            | 556 (2014)                        | 48                 |
| Huilly-sur-Seille       | 71234      | Huillytais     | 12,13            | 326 (2014)                        | 27                 |
| Jouvençon               | 71244      | Jouvençonnais  | 6,30             | 422 (2014)                        | 67                 |
| Loisy                   | 71261      | Loisytais      | 14,64            | 629 (2014)                        | 43                 |
| Ménetreuil              | 71293      | Ménetreuillais | 15,04            | 402 (2014)                        | 27                 |
| Montpont-en-Bresse      | 71318      | Montponnais    | 37,46            | 1 100 (2014)                      | 29                 |
| Ormes                   | 71332      | Ormillats      | 9,80             | 526 (2014)                        | 54                 |
| Rancy                   | 71365      |                | 5,76             | 528 (2014)                        | 92                 |
| Ratenelle               | 71366      |                | 8,03             | 391 (2014)                        | 49                 |
| Romenay                 | 71373      | Romenayous     | 48,90            | 1 665 (2014)                      | 34                 |
| Sainte-Croix-en-Bresse  | 71401      |                | 20,87            | 629 (2014)                        | 30                 |
| Savigny-sur-Seille      | 71508      | Savignas       | 14,48            | 423 (2014)                        | 29                 |
| Simandre                | 71522      | Simandrins     | 22,79            | 1 691 (2014)                      | 74                 |

## Historique
- Elle a vu le jour le 1er janvier 2014 à partir de la fusion des anciennes communautés de communes du Canton de Montpont-en-Bresse et de Saône et Seille, auxquelles s'y sont rajoutées Savigny-sur-Seille et La Frette[1].
- Le 1er janvier 2017, avec la mise en place du nouveau schéma départemental de coopération intercommunale, la communauté de communes fusionne avec la communauté de communes des Portes de la Bresse pour former la communauté de communes Terres de Bresse.